# Teucholabis (Teucholabis) fulgens
Teucholabis (Teucholabis) fulgens is een tweevleugelige uit de familie steltmuggen (Limoniidae). De soort komt voor in het Neotropisch gebied.